# Centre Xinès de Control i Prevenció de Malalties
El Centre Xinès de Control i Prevenció de Malalties (Chinese Center for Disease Control and Prevention, CCDC; xinès simplificat: 中國疾病預防控制中心; xinès tradicional: 中国疾病预防控制中心) és una agència independent de la Comissió Nacional de Salut, amb seu a Pequín, Xina. Establert el 1983, treballa per protegir la seguretat i la salut pública proporcionant informació per millorar les decisions de salut i promoure la salut mitjançant col·laboracions amb departaments de salut provincials i altres organitzacions. El CCDC centra l'atenció nacional a desenvolupar i aplicar prevenció i control de malalties (especialment malalties infeccioses), salut ambiental, seguretat i salut laboral, promoció de la salut, prevenció i activitats educatives dissenyades per millorar la salut de la població de la República Popular de la Xina.
George F. Gao és l'actual director general. Ha contribuït a l'estudi de la transmissió de patògens entre espècies i ha organitzat el primer dia mundial de la grip l'1 de novembre de 2018, commemorant el centenari de la grip espanyola. Aquest esdeveniment va ser també la commemoració de 15 anys del brot de síndrome respiratòria aguda greu, que va provocar un major èmfasi de la Xina en la inversió en salut pública.
El CCDC administra diversos laboratoris a tota la Xina, incloses les instal·lacions de nivell de bioseguretat 2 al Centre de Control de Malalties de Wuhan (de vegades confós amb el proper Institut de Virologia de Wuhan); que va rebre una cobertura mediàtica mundial durant la pandèmia de la COVID-19 per la seva investigació sobre coronavirus similars al SARS d'origen ratpenat.